# Olga Trach
Olga Trach (15 de noviembre de 1988) es una jugadora profesional de voleibol ucraniana, que juega de posición central. 
Su hermana gemela Anastasia también es jugadora de voleibol.

## Palmarés

### Clubes
Copa de Ucrania:
- 2009

Campeonato de Ucrania:
- 2009
- 2011

Copa de Grecia:
- 2013

Campeonato de Grecia:
- 2013

Campeonato de Francia:
- 2017

Supercopa de Francia:
- 2017